# (59088) 1998 VW35
(59088) 1998 VW35 là một tiểu hành tinh vành đai chính. Nó được phát hiện qua chương trình tiểu hành tinh Beijing Schmidt CCD ở trạm Xinglong ở tỉnh Hồ Bắc, Trung Quốc ngày 9 tháng 11 năm 1998.